# Ballastloos spoor

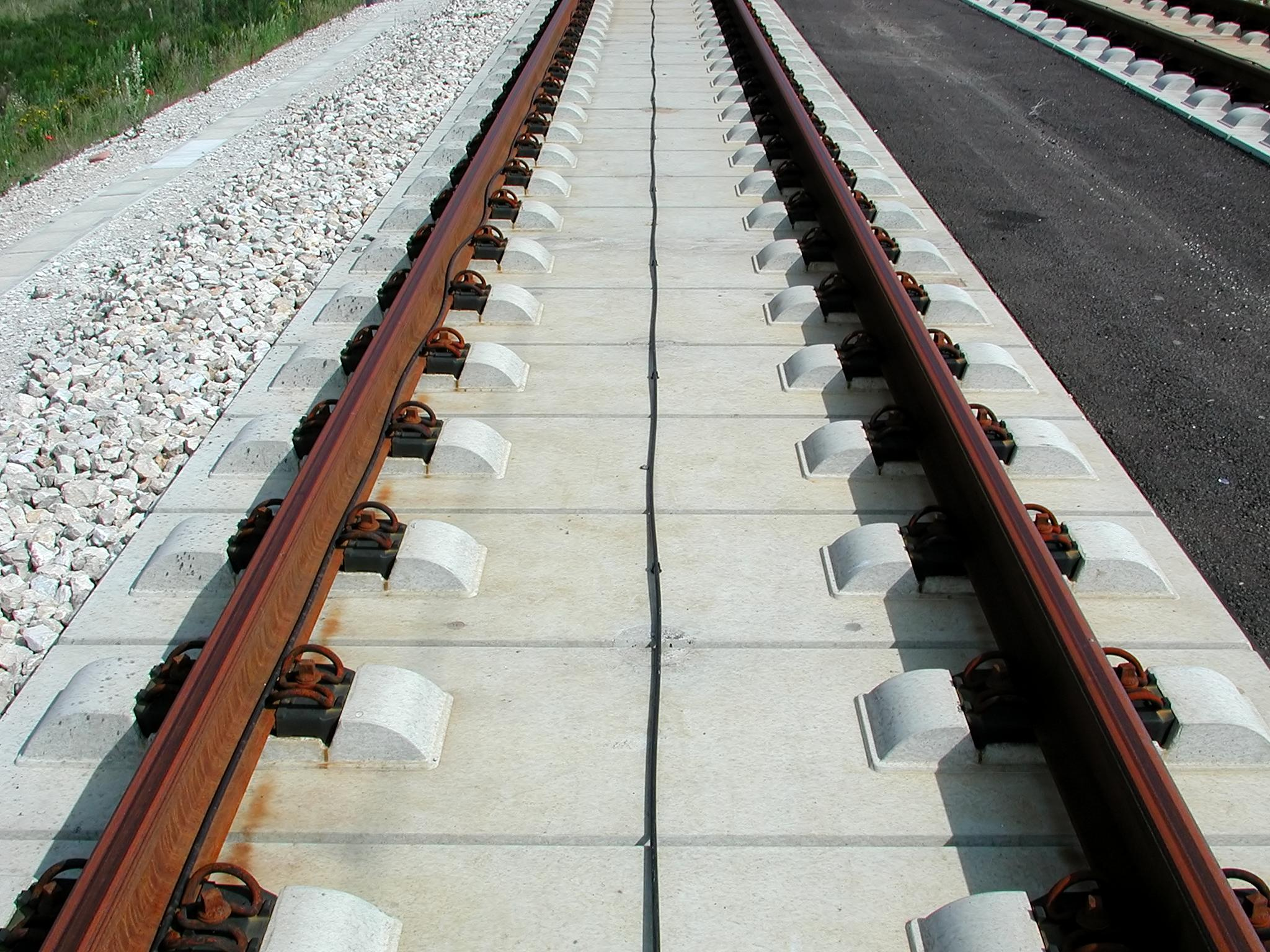
Ballastloos spoor van de firma Max Bögl

Ballastloos spoor is een constructie voor de bovenbouw van een spoorweg, waarbij het ballastbed en dwarsliggers zijn vervangen door een betonconstructie.
Ballastloos spoor vergt minder onderhoud en het kan hogere spoorbelastingen aan. Dat laatste is vooral nuttig bij hogesnelheidslijnen. Ook het aanbrengen van verkantingen gaat makkelijker. Daar staat weer tegenover dat de aanleg duurder is. Ballastloos spoor kan worden onderverdeeld in spoor met ingegoten dwarsliggers (bijvoorbeeld RHEDA-spoor van de firma Pfleiderer) en spoor met ingegoten spoorstaven (embedded rail).
In Nederland is ballastloos spoor toegepast bij Best en Houten (ingegoten spoorstaven) en op de HSL-Zuid (ingegoten dwarsliggers van het type RHEDA 2000).

## Verschillende systemen

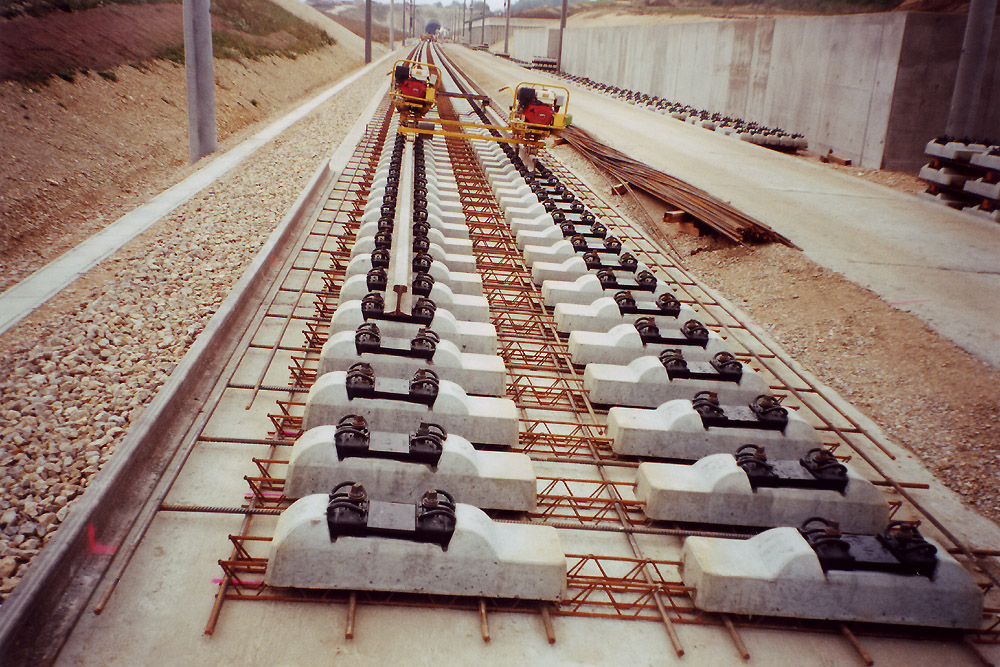
Dwarsligger van het systeem Rheda 2000

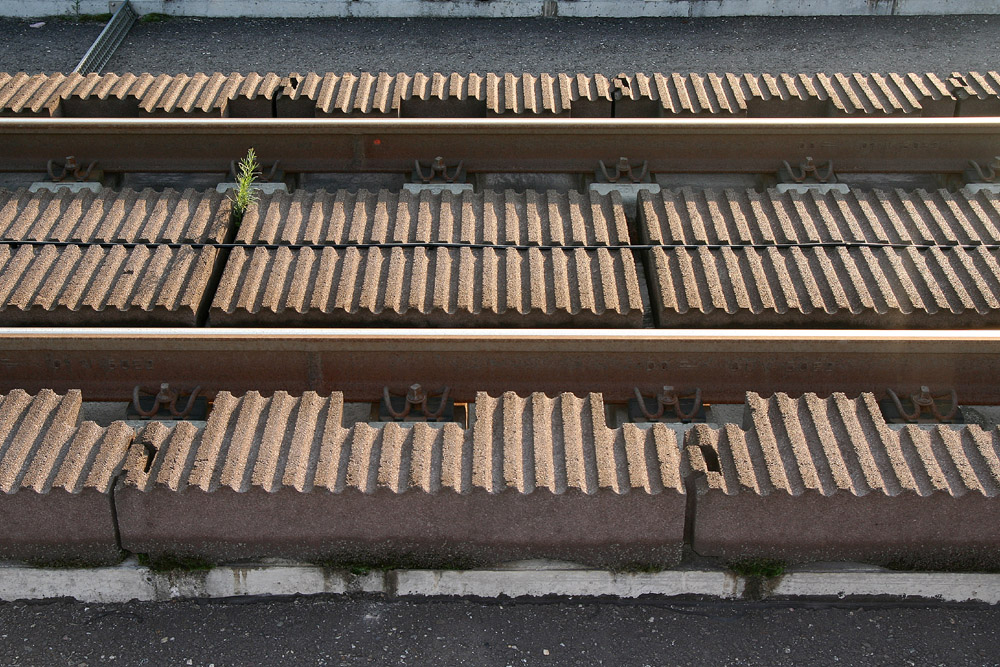
Ballastloos spoor van het systeem Züblin

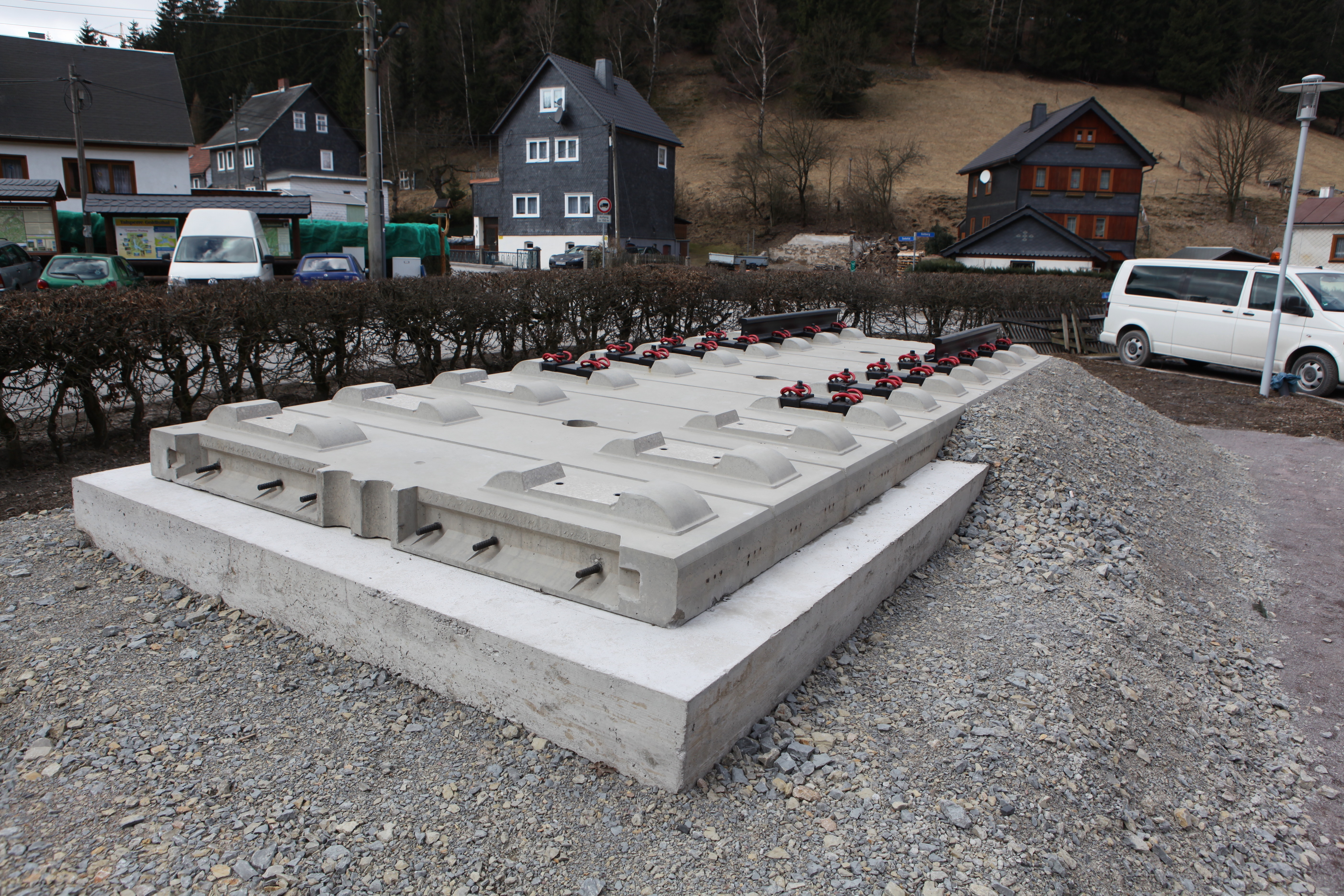
Ballastloos spoor van het systeem Bögl

### Systeem Rheda
Het systeem Rheda, vernoemd naar het Duitse station Rheda-Wiedenbrück, bestaat uit een twintig centimeter dikke hydraulisch gebonden betonnen onderlaag, met daarop draagplaten van staalbeton. Hierop worden betonnen dwarsliggers geplaatst, die na uitlijning in beton gestort worden. Er zijn verschillende varianten, die zijn ontstaan uit de verdere ontwikkeling van de techniek.

### Systeem Züblin
De firma Züblin heeft een systeem ontwikkeld waarbij de dwarsliggers direct worden ingegoten in de betonnen laag die wordt gestort op de hydraulisch gebonden betonnen onderlaag. Het systeem is onder andere toegepast op verschillende hogesnelheidslijnen in Duitsland, waaronder de Hogesnelheidslijn Mannheim - Stuttgart, Spoorlijn Berlijn - Oebisfelde, de Spoorlijn Berlijn - Hamburg (10 km in de buurt van Nahrstedt) en het zuidelijke deel van de Spoorlijn Keulen - Frankfurt.

### System Bögl
Het systeem van de firma Max Bögl bestaat uit prefab betonplaten, waarop het spoorstaafbevestigingssysteem al is bevestigd. De platen zijn 6,45 meter lang, 2,55 breed en 20 centimeter hoog en wegen zo'n negen ton. Op locatie worden de platen op de ondergrond gelegd en met elkaar verbonden. Via gaten wordt een bitumen-cementmortel geïnjecteerd, dat voor de verbinding met de onderlaag en de betonplaat zorgt.

### Systeem ÖBB/PORR
Het gezamenlijk door de Österreichische Bundesbahnen (ÖBB) en de firma PORR AG ontwikkelde systeem bestaat uit elastisch met de ondergrond verbonden prefab betonplaten. Het systeem is sinds 1995 de standaard voor ballastloos spoor in Oostenrijk en wordt sinds 2001 ook in Duitsland gebruikt in tunnels en op bruggen.

## Tram
Ook bij tramlijnen wordt ballastloos spoor toegepast. Bij de verlenging van de Antwerpse tramlijn 3 naar Zwijndrecht zijn de spoorstaven ingegoten in beton.